# Debbie Turner
Ne doit pas être confondu avec Debbye Turner.
Pour les articles homonymes, voir Turner.
Debbie Turner est une actrice américaine née le 5 septembre 1956.

## Filmographie
- 1965 : La Mélodie du bonheur (The Sound of Music) : Marta von Trapp
- 1979 : Les Taureaux de Dallas (North Dallas Forty) de Ted Kotcheff